# Щаденко, Ефим Афанасьевич

Реввоенсовет 1-й Конной армии:
К. Е. Ворошилов, С. М. Будённый, Е. А. Щаденко (1920 год)

Памятная доска в Каменске-Шахтинском

Ефи́м Афана́сьевич Щаде́нко (15 [27] сентября 1885, станица Каменская, ныне г. Каменск-Шахтинский, Российская империя — 6 сентября 1951, Москва) — революционер, советский военный и государственный деятель, генерал-полковник (1942), член РСДРП(б) с 1904 года.
В 1930—1934 член ЦКК, в 1939—1941 член ЦК ВКП(б), с 1941 кандидат в члены ЦК ВКП(б). Депутат Верховного Совета СССР 1-го созыва (1937—1946). Причастен к массовым репрессиям в РККА.

## Биография
Родился в станице Каменской (ныне г. Каменск-Шахтинский Каменского района Ростовской области) в семье чернорабочего и подёнщицы (умерли в 1910). Украинец. Окончил два класса церковно-приходской школы. Работал портным. Жил в городах Ростове-на-Дону, Баку, Пятигорске. 
В апреле 1904 года вступил в объединённую организацию социал-демократов Пятигорска. Во время революции 1905—1907 годов жил в Баку, где организовал забастовку, длившуюся около двух месяцев.
Осенью 1906 года переехал во Владикавказ, где также работал портным. Здесь он создал подпольные большевистские кружки в портновских мастерских и Апшеронском пехотном полку. В портновских мастерских также организовал союз «Игла», регулярно проводивший забастовки. 
В 1907 году, опираясь на «Иглу» организовал массовое первомайское собрание, где случилась массовая драка между её участниками и черносотенцами. Щаденко как организатору собрания угрожал арест, из-за чего он вынужден был выехать в Каменскую. Без него организованные им кружки развалились.
В Каменской им 20 августа 1907 года была организована забастовка работников сапожных мастерских, которая была разогнана властями. Организаторы, в том числе Щаденко, были арестованы, но скоро из-за недостатка доказательств отпущены.
В 1907 году организовал первое Каменское товарищество портных, работавшее по принципу коммуны, в результате чего разорились четыре частновладельческие мастерские. В связи с тем, что продолжал революционную агитацию, попал под надзор полиции и вынужден был в 1908 году скрываться на станции Кавказская. По распоряжению окружного атамана генерала Макеева полиция закрыла товарищество портных Каменской. В Кавказской Щаденко снова работал портным и вёл агитацию среди работников депо. 
За революционную деятельность в 1913 году был осуждён к двум годам содержания в крепости. Содержался в тюрьме города Армавира.
В августе 1914 года солдаты находившегося рядом с тюрьмой запасного драгунского кавалерийского дивизиона разогнали тюремную охрану и освободили заключённых. Драгуны наказания не понесли, но были отправлены на фронт. При этом Щаденко познакомился со служившим в дивизионе унтер-офицером С. М. Будённым.
Щаденко вернулся на родину. С февраля 1917 года — председатель Каменского комитета РСДРП(б). Во время Октябрьской революции 1917 года находился в Петрограде в качестве делегата II Всероссийского съезда Советов рабочих и солдатских депутатов, на котором был создан Совет Народных Комиссаров. По возвращении в Каменскую организовывал отряды Красной гвардии и участвовал в разгроме контрреволюционных очагов на Дону.

### Гражданская война
В январе 1918 года был избран членом Донского военно-революционного комитета. В мае-июне 1918 года отряд Красной Гвардии с боями отступал к Царицыну. В ходе этих боев Щаденко получил ранения в руку и плечо. В Царицыне 23 июля 1918 года из частей 3-й и 5-й армий, а также красногвардейских отрядов Донецкого и Морозовского округов была сформирована группа под командованием К. Е. Ворошилова, перед которой стояла задача обороны Царицына.
16 августа 1918 года Щаденко был назначен комиссаром всех армий Царицынского фронта. За пять месяцев пребывания в городе сформировал Громославский пехотный полк, полк Крестьянской бедноты, 48 маршевых рот, 12 эскадронов, 23 пулемётных команду, 8 батарей, а также Первую Донецко-Морозовскую дивизию. Принимал личное участие в боях.
В ноябре 1918 — январе 1919 года — особоуполномоченный Реввоенсовета 10-й армии.
28 января — 15 июня 1919 года — член РВС Украинского фронта.
Был одним из основателей 1-й Конной армии. 17 ноября 1919 года РВС Южного фронта принял решение о создании армии под командованием С. М. Будённого на базе 1-го конного корпуса в составе 4-й, 6-й и 11-й кавалерийских дивизий, а также других частей и подразделений. В ноябре 1919 — июле 1920 года Щаденко — член РВС 1-й Конной армии. За участие в боях в составе армии был награждён ВЦИК золотыми часами. Весной 1920 года после ареста Бориса Думенко дал против него показания вместе с Будённым и Ворошиловым, по которым Думенко расстреляли.
16 июля-8 октября 1920 года — член РВС 2-й Конной армии, в которой непосредственно руководил разгромом банд Н. И. Махно.
В начале октября 1920 года был отозван с фронта в Москву и отправлен на лечение в санаторий.
Участник большинства крупнейших победных сражений Красной Армии над войсками Деникина, Петлюры и Врангеля. Приобрёл славу одного из героев Гражданской войны, а также стал близким другом и соратником С. М. Будённого и К. Е. Ворошилова.

### Межвоенный период
С октября 1921 года по февраль 1922 года временно исполнял обязанности командира 2-й Донецкой дивизии особого назначения. Окончил два курса Военной академии РККА (1923). В период обучения в академии был награждён орденом Красного Знамени, к которому был представлен 10 апреля 1922 года И. В. Сталиным и К. Е. Ворошиловым за подвиги в 1918 году. В это же время ему была проведена операция по удалению правой почки, что не позволило окончить обучение.
С 1 апреля 1924 года — политический инспектор кавалерии РККА. В этой должности принимал участие в проведении военной реформы 1924—1925 годов.
1 сентября 1926 года был отправлен в долгосрочный отпуск по состоянию здоровья. В январе 1927 года переведён в распоряжение Главного управления РККА. Продолжал лечение, в том числе в Германии, но оно не помогало. Во время болезни много занимался литературным трудом, написал историю 1-й Конной армии, которая, однако, не была издана.
В марте 1930 года был назначен помощником начальника Военной академии имени М. В. Фрунзе по политчасти. Начальником академии был А. И. Корк, в рапорте от 17.08.1936 докладывавший:

«Лично. Зам. Народного Комиссара Обороны Маршалу Советского Союза М. Н. Тухачевскому.
Докладываю:
Состояние здоровья моего помощника тов. Щаденко чрезвычайно неблагополучно, по-моему, у т. Щаденко в любой момент может произойти припадок буйного помешательства.
Прошу безотлагательно освободить тов. Щаденко от работы в Академии и передать его в руки врачей.
Начальник академии Корк».

С декабря 1936 года — заместитель командующего по политчасти и начальник политуправления Харьковского военного округа. С мая 1937 года — член Военного совета Киевского военного округа, с 23.11.1937 — заместитель Народного комиссара обороны СССР (по декабрь 1940 года) и начальник Управления по командному и начальствующему составу РККА. Одновременно с марта 1938 года по июль 1940 года был членом Главного военного совета РККА.

В один из весенних дней 1937 года, развернув газету, я прочитал, что органы государственной безопасности «вскрыли военно-фашистский заговор». Среди имён заговорщиков назывались крупные советские военачальники, в их числе Маршал Советского Союза М. Н. Тухачевский.

…Вскоре в Киевский военный округ прибыло новое руководство. Член Военного совета Щаденко с первых же шагов стал подозрительно относиться к работникам штаба. Приглядывался, даже не скрывая этого, к людям, а вскоре развернул весьма активную деятельность по компрометации командного и политического состава, которая сопровождалась массовыми арестами кадров. Чем больше было арестованных, тем труднее верилось в предательство, вредительство, измену. Но в то же время как этому было и не верить? Печать изо дня в день писала все о новых и новых фактах вредительства, диверсий, шпионажа.— Горбатов А. В. Годы и войны. М., 1965. 382 с.

### Великая Отечественная война
Во время Великой Отечественной войны был заместителем Наркома обороны СССР — начальником Главного управления формирования и укомплектования войск Красной Армии (Главупраформа) (08.08.1941 — 20.05.1943), членом Военного совета Южного (26 сентября — 20 октября 1943), 4-го Украинского (20 октября 1943 — 13 января 1944) фронтов. Фактически же тяжело заболевший Щаденко был отправлен самолётом в госпиталь в Москву 3 ноября 1943 года и более на фронт не возвращался.
В 1944 году зачислен в распоряжение Главного политического управления РККА и с тех пор никаких постов не занимал.

Могила Щаденко на Новодевичьем кладбище Москвы.

Похоронен в Москве на Новодевичьем кладбище.

### Семья
В 1910 году Щаденко взял в жены  Елену Максимовну. В этом же году умерли его родители и семейная пара взяла на воспитание 12-летнего брата Ефима — Георгия и младшую сестру — Дусю. В 1913 году после его ареста, Елена ушла от Щаденко.
Вторично был женат на Марии Александровне Денисовой-Щаденко (1894, Харьков — 1944, Москва), которую встретил в 1 Конной армии на должности заведующей художественно-агитационным отделом. В 1927 году она завершила обучение в Московских высших государственных художественно-технических мастерских, стала скульптором-монументалистом, героиня поэмы Маяковского «Облако в штанах». Покончила с собой.

## Отзывы
- «Это был требовательный человек и умелый организатор» (маршал Советского Союза Г. К. Жуков)[12].
- «Щаденко был очень грубым человеком по форме и человеколюбивым по содержанию» (генерал-майор А. Ф. Сергеев)[13].
- «К концу жизни он стал совершенно ненормальным. К чванству и кичливости прибавилась какая-то патологическая жадность и скопидомство… На собственной даче он торговал овощами и копил деньги. Заболев, он повез в Кремлёвскую больницу свои подушки, одеяла и матрац. Когда он умер, в матраце оказались деньги — свыше 160 тыс. рублей. На них он умер» (главный военный прокурор Н. П. Афанасьев).

## Награды
- 4 ордена Ленина (23.02.1935, 22.02.1938[14], 22.01.1942, 21.02.1945)
- 4 ордена Красного Знамени (1922, 22.02.1930, 3.11.1944, 6.11.1947[15])
- орден Суворова 2-й степени (19.03.1944[16])
- орден Красной Звезды (15.01.1934)
- медаль «XX лет Рабоче-Крестьянской Красной Армии» (22.02.1938)
- медаль «За победу над Германией в Великой Отечественной войне 1941—1945 гг.» (1945)
- Медаль «За оборону Москвы»
- Медаль «За оборону Сталинграда»

## Воинские звания
- корпусной комиссар (28.11.1935)
- армейский комиссар 2-го ранга (30.12.1937)
- армейский комиссар 1-го ранга (8.02.1939)
- генерал-полковник (6.12.1942)

## Сочинения
- Красный Верден и металлист Ворошилов // Первая конная в изображении её бойцов и командиров : Сб.. — М.-Л.: Гос. изд-во. Отдел воен. лит-ры, 1930. — С. 92—97.
- Начдив 6 // Первая конная в изображении её бойцов и командиров : Сб.. — М.-Л.: Гос. изд-во. Отдел воен. лит-ры, 1930. — С. 104—113.
- Через Донбасс к Ростову // Как мы освобождали Ростов : Сб.  / Под ред. П. Я. Ивангородского. — Ростов-на-Дону: Азчериздат, 1935. — С. 53—55.
- Почему побеждала Первая Конная // Огонёк. — 1935. — № Специальный номер: 15 лет Первой Конной армии. — С. 14—27.
- Славное двадцатилетие // Красная звезда. — 1939. 6 февраля. — № 30 (4180). — С. 2.
- Сталин и Первая конная // Красная звезда. — 1939. 19 ноября. — № 265 (4415). — С. 2.
- Из записок о Николае Щорсе // Советская Украина. — 1958. — № 5. — С. 138—148.

## Память
Именем Щаденко:

Ефим Щаденко на открытке ИЗОГИЗ, СССР, 1961 год.

Уцелевший барельеф «Тачанка» на бывшей площади Щаденко в Каменске-Шахтинском

- названа 5-я гвардейская кавалерийская дивизия, переформированная из 5-го гвардейского Донского казачьего кавалерийского корпуса, впоследствии переформирована в 5-ю гвардейскую танковую дивизию; ныне 37-я отдельная гвардейская Будапештская Краснознаменная ордена Красной Звезды мотострелковая бригада имени Е. А. Щаденко;
- названы улицы в Ростове-на-Дону, Волгограде, Таганроге, Каменске-Шахтинском, Калитвенской, Запорожье (ныне — Нибуровская), Луганске, Симферополе, Краматорске (ныне — Петра Сагайдачного), Дзержинске (ныне — Гайдара), Калининграде, Ставрополе, Красном Сулине, Нальчике. В Орле есть проезд Щаденко.
- назывались площадь и сквер в г. Каменск-Шахтинский (ныне носят имя атамана Платова), в сквере находился бюст Щаденко (ныне снесённый, так как постоянно подвергался вандализму); в 2003 году недалеко от этого места был установлен бюст атамана М. И. Платова); улица продолжает носить его имя.

### В искусстве
- Художник Н. И. Струнников написал его портрет.
- В 1961 г. в СССР издательством «ИЗОГИЗ» выпущена открытка с изображением Е. Щаденко.